# Kostel Povýšení svatého Kříže (Husinec)
Kostel Povýšení svatého Kříže v Husinci je kulturní památka a farní kostel římskokatolické farnosti Husinec. Kostel tvoří zásadní část urbanistické struktury města, spolu se sousední farou tvořil duchovní jádro osídlení. Kostel se nachází na malém vyvýšeném Prokopově náměstí v centru Husince.

## Historie
Kostel původně patřil do farnosti Lažiště. První písemná zmínka je z roku 1389. V roce 1654 byl ve špatném stavu – buď po požáru nebo následkem válek. Přestaven byl v roce 1663. V roce 1745 byla v Husinci zřízena samostatná farnost a kostel se stal kostelem farním. V září 1802 (v noci po svátku svatého Václava) kostel vyhořel, původní zvony se roztavily. Poslední oprava kostela byla provedena koncem 20. století.

## Stavební fáze
Vznik původního gotického kostela se datuje pravděpodobně do roku 1359. V roce 1654 zachvátil stavbu požár, který poničil klenbu presbytáře a kruchtu. Podle písemných pramenů je jisté, že se kostel v roce 1663 dostavoval. Roku 1753 byla přistavěna věž. Kostel byl znovu přestavěn v letech 1802-1808 po dalším mohutném požáru. Po požáru bylo ale i nadále zachováno středověké zdivo památky.

## Popis stavby
Kostel byl původně gotický. Po požáru v roce 1654 byla opravena klenba presbytáře a kruchta. V presbytáři je barokní křížová klenba. Kruchta stojí na dvou pilířích, které nesou křížovou klenbu. Věž byla přistavena v roce 1753. Další přestavby proběhly v letech 1802 a 1808 – původní gotické zdivo zůstalo zachováno, věž byla zvýšena. V roce 1806 byl pro tento kostel zakoupen v Pasově zvon ze 14. stol., a to ze zrušeného klášterního kostela sv. Mikuláše; zvon byl ulit v roce 1362. Nástěnné malby jsou od Jana Bošky (1854–1933).
Kostel Povýšení sv. Kříže v Husinci je orientovaná jednolodní stavba, s pravoúhlým presbytářem se sakristií na severní straně a s věží před západním průčelím. Nároží presbytáře jsou podepřena opěrnými pilíři, na jeho jižní straně je okno s kružbou, na jižní straně lodi je půlkruhový portál s okoseným ostěním. Presbytář a sakristie jsou zaklenuty valenou klenbou s výsečemi ze 17. století, v závěru je malovaná oltářní architektura od M. Kubašty. Triumfální oblouk je půlkruhový. Loď je plochostropá s kruchtou na dvou pilířích v západní části a je podklenuta křížově. Podvěží je zaklenuto valeně.

## Zařízení kostela
Hlavní oltář je z roku 1880 v pseudorenesančnm stylu. Možným autorem obrazu svaté Anny na oltáři Panny Marie (pod kruchtou) ze začátku 18. století je Giovanni Francesco Romanelli (1610–1662). Varhany z počátku 19. století byly opraveny v roce 1997.